# Салатная заправка
Салатные заправки, салатные соусы, дре́ссинги — вспомогательные блюда-приправы, определённые составы, призванные придать салатам дополнительные вкусовые качества (пикантность, сочность, сладость, кислоту) и соединить ингредиенты салата между собой. Наиболее популярными салатными заправками в России являются растительное масло, сметана и майонез.
В европейской кухне для салатов из сырых овощей наиболее распространена типичная французская винегретная заправка из взбитых вместе в эмульсию растительного масла и уксуса, иногда с добавлением других специй (часто горчицы и чеснока). Считается, что заправка из смеси уксуса и растительного масла была известна ещё древним египтянам. Яичная заправка помимо смеси растительного масла с уксусом включает протёртые через сито желтки варёных яиц и горчицу. Зелёные салаты из листовых овощей Огюст Эскофье также рекомендовал заправлять сливочной заправкой из нежирных свежих сливок с уксусом или лимонным соком и специями. Для свекольных салатов в сливочную заправку следует добавлять горчицу. Для салатов из краснокочанной капусты, рапунцеля или одуванчиков, по мнению Эскофье, подходит заправка из топлёного свиного жира со шкварками, подогретого с уксусом на сковороде.
Более густые заправки на основе майонеза или молочных продуктов (сливок, натурального йогурта, пахты или крем-фреша) придают салатам мягкий кисловатый вкус и часто сервируются отдельно, как соусы-дипы, то есть для обмакивания в них овощей. В салатных заправках также используются вино, горчица, рубленая зелень, лимонный сок или сок лайма, томатная паста. Салатные соусы под названием «дрессинг» (от англ. dress — «приправлять») преимущественно на основе майонеза получили широкое распространение в американской кухне и известны под собственными именами: «гурмэ», «Карлтон», «лимонный крем», «лоренцо», «плаза», «принцесса», «рокфор», «русский», «сырный», «тысяча островов», «Эскофье», «ранч».
Особым разнообразием отличаются заправки в кухнях стран Закавказья. Сложные салатные заправки содержат множество компонентов, их пропорции могут варьироваться от блюда к блюду. Поэтому в рецептах иногда просто указывают компоненты, но их соотношение и крепость оставляют на усмотрение хозяек.